# Rosa Khutor
 (janvier 2014).
Si vous disposez d'ouvrages ou d'articles de référence ou si vous connaissez des sites web de qualité traitant du thème abordé ici, merci de compléter l'article en donnant les références utiles à sa vérifiabilité et en les liant à la section « Notes et références ».
Rosa Khutor, en russe Роза Хутор (en transcription française : Roza Khoutor) est une station de ski située dans le complexe de Krasnaïa Poliana en Russie. La première tranche du complexe a été inaugurée le 15 décembre 2010 en présence du représentant du gouvernement Dmitri Kozak. La coupe du monde de ski alpin s'y est tenue en février 2012. Le Fonds mondial pour la nature (WWF) a certifié la conformité de la station en fonction des exigences environnementales en vigueur, mettant fin aux polémiques médiatiques d'avant le début des travaux qui ont débuté en 2007.
La station a été construite pour accueillir les épreuves de ski alpin des Jeux olympiques d'hiver de 2014. La mise en exploitation des pistes de ski est supervisée par la Compagnie des Alpes. Trente épreuves dans quinze disciplines y sont disputées.

## Géographie
La station se trouve dans la chaîne du Grand Caucase. Elle dépend administrativement de la commune urbaine de Krasnaïa Poliana.
La station qui couvre 1 820 hectares s'étend sur les versants des pentes nord, nord-est et sud du mont Aibga au bord de la rivière Mzymta. Cette montagne prend naissance à 575 mètres et s'élève jusqu'à 2 320 mètres d'altitude.

## Hôtels

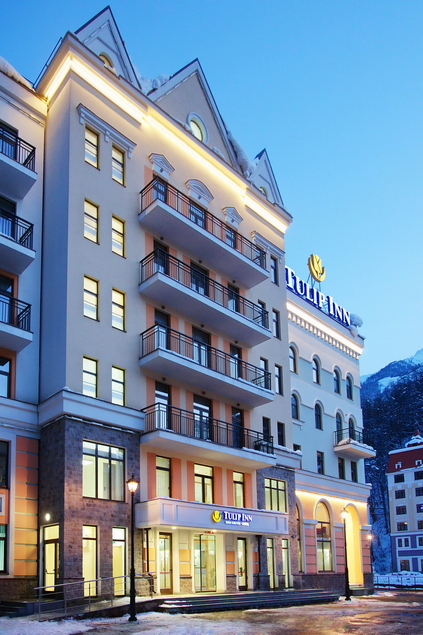
L'hôtel Tulip Inn de Rosa Khutor

Dix hôtels ont été construits dans la station pour une capacité de 1 036 chambres. Six sont situés au bord de la rivière Mzymta au bas des pistes et quatre sont situés à une altitude de 1 150 mètres. Le groupe Accor a construit deux hôtels sous la marque Mercure et le groupe Swissôtel, un hôtel.

## Pistes et remontées mécaniques
En décembre 2010, quatre remontées mécaniques ont été mises en exploitation: Olympia, de 560 mètres à 1 150 mètres d'altitude; Zapovedny Liès, de 1 150 à 1 340 mètres; Kavkazski Express, de 1340 à 2 320 mètres; et le télésiège à six places Voltchia Skala, de 940 à 1 360 mètres d'altitude,le tout pour 38 kilomètres de piste.
Le parc extrême a été aménagé pour le freestyle et le snowboard.
Le représentant du comité international olympique Jean-Claude Killy s'est rendu sur place en février 2011 pour les épreuves test de ski alpin, accompagné du président Dmitri Medvedev et de son Premier ministre Vladimir Poutine. Les épreuves de descente et de super géant masculin et féminin y ont eu lieu. En février 2012 c'est au tour de la coupe du monde de ski alpin 2011-2012 de s'y dérouler, pour la première fois de l'histoire de la Russie.

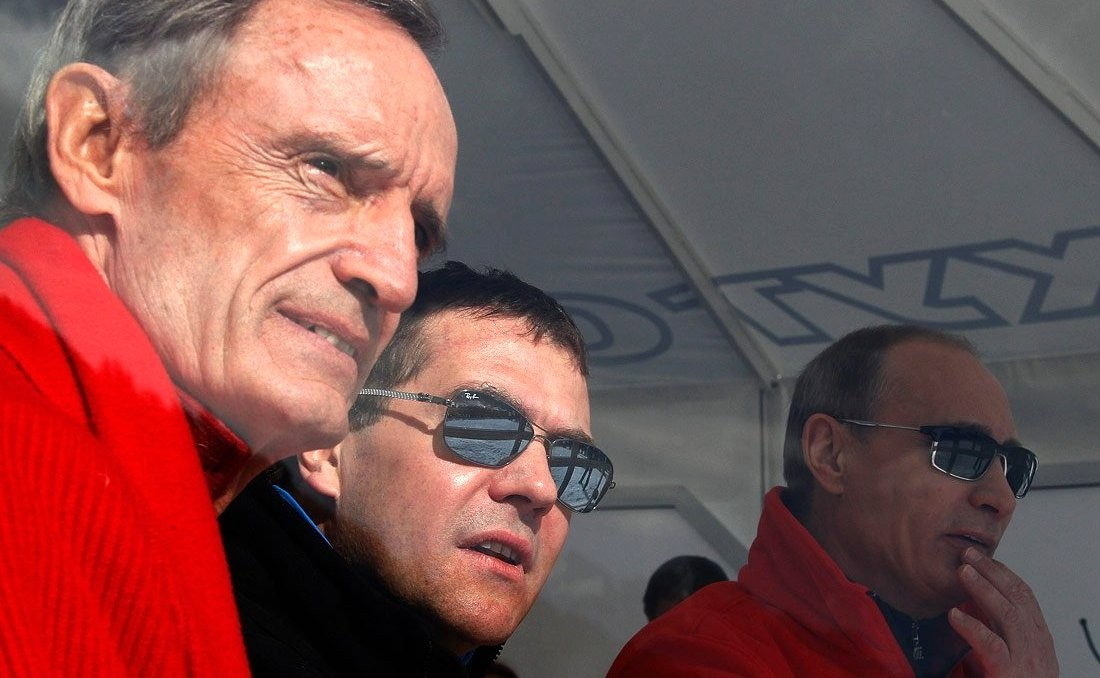
De gauche à droite : Jean-Claude Killy, Dimitri Medvedev et Vladimir Poutine à Rosa Khutor en février 2011
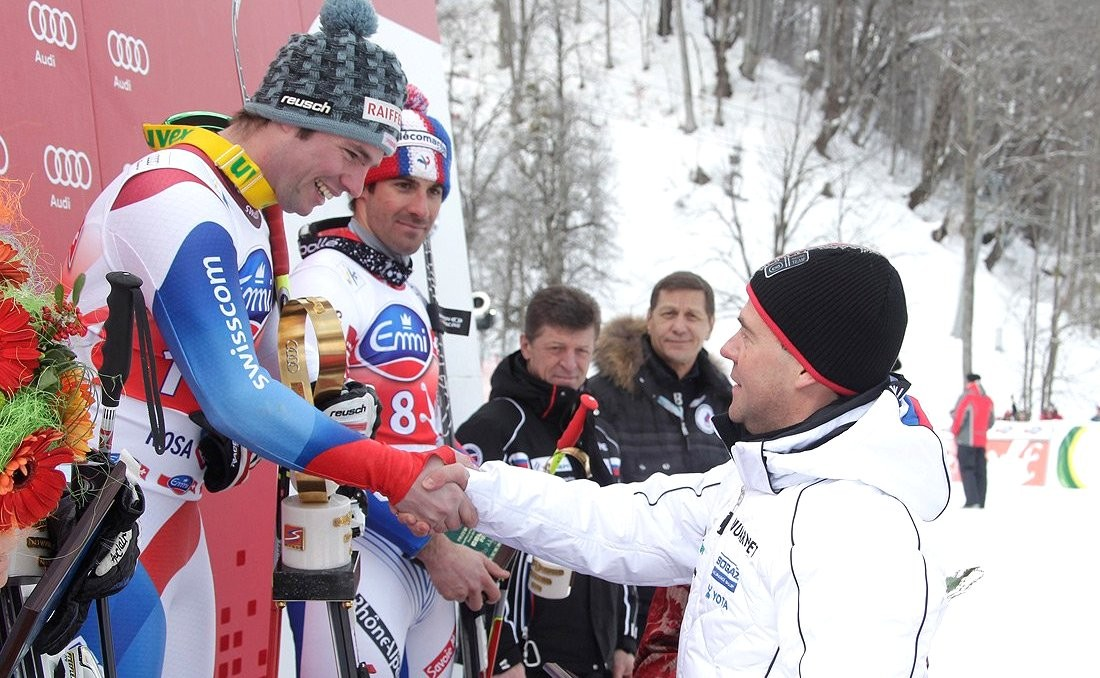
Le président Medvedev félicite le Suisse Beat Feuz pour l'épreuve de descente, le 11 février 2012, à Rosa Khutor
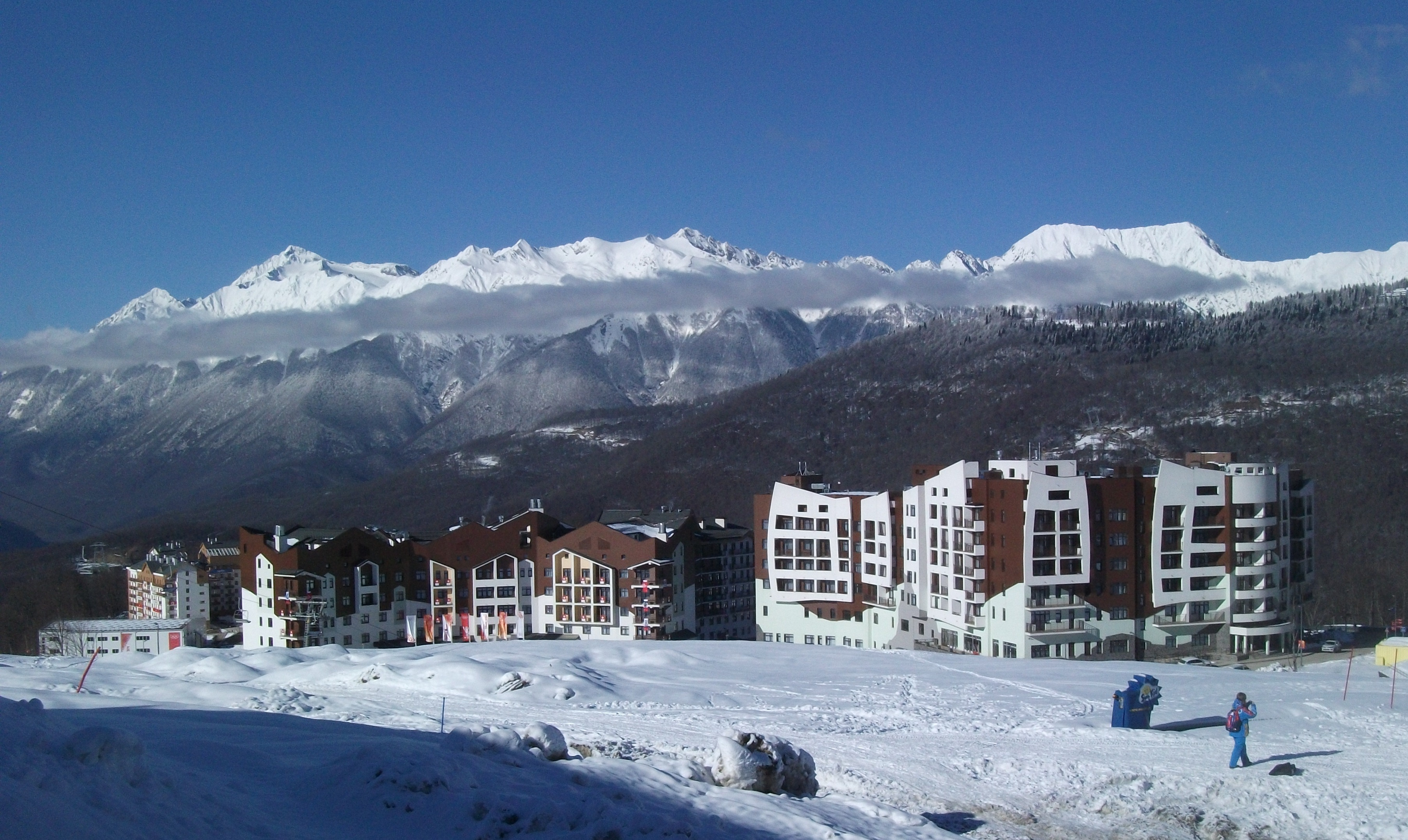
Village olympique de Rosa Khutor
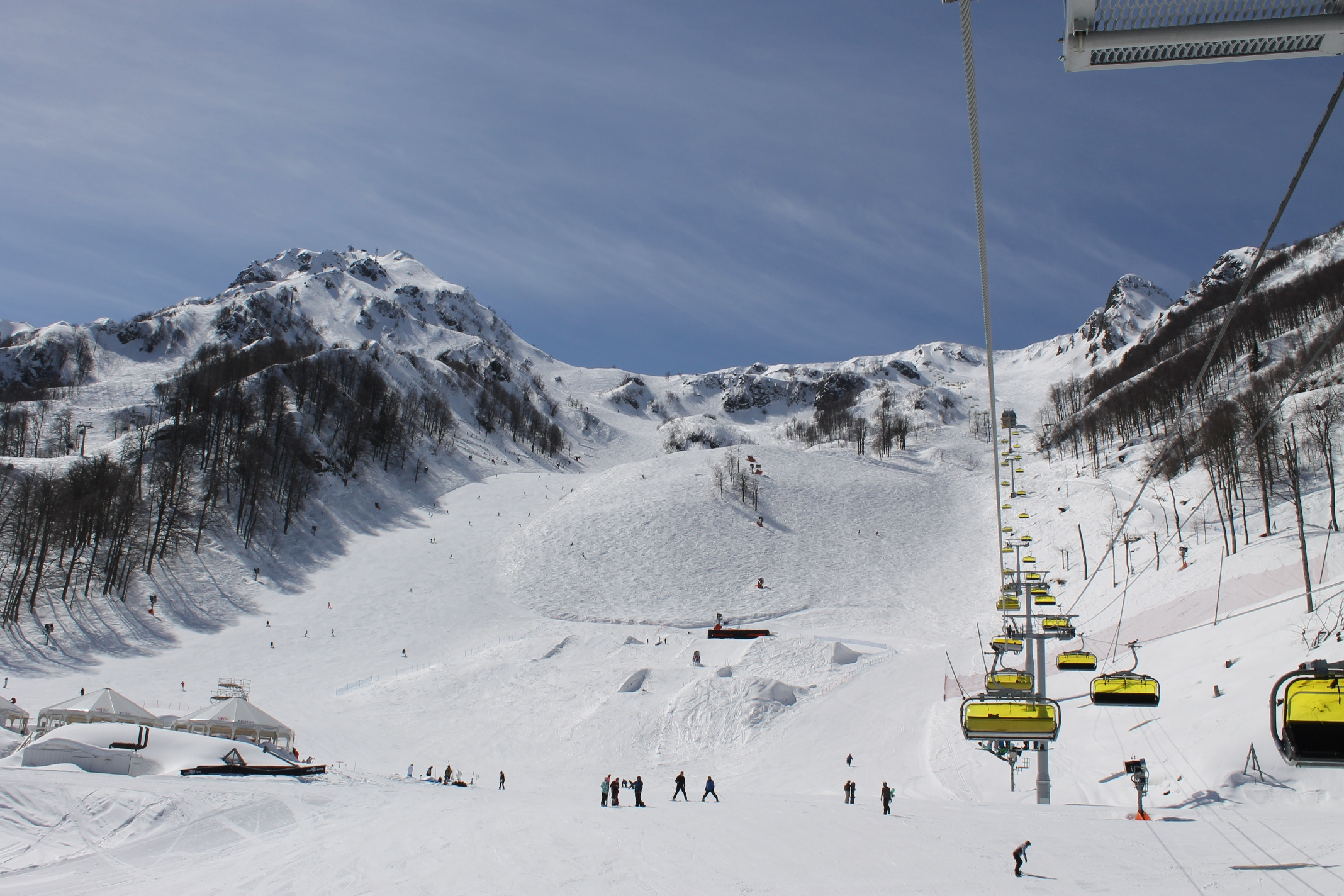
Les pistes de ski sur la Rosa Khutor

Pour la saison de l'hiver 2012-2013, 72 kilomètres de pistes de ski alpin sont mis en route, allant de la piste verte à la piste noire. Quatorze remontées mécaniques sont en fonction pour 7 000 personnes par jour. Le système de canons à neige est l'un des plus en pointe d'Europe et permet d'enneiger une capacité de 180 jours par an. La livraison des Jeux Olympiques met en place dix-huit remontées mécaniques (10 500 personnes/jour), d'une vitesse moyenne de 6 mètres par seconde, pour 80 kilomètres de piste.

## Transports
- Aéroport international de Sotchi-Adler, à  40 kilomètres